# Margaret Sullavan
Margaret Brooke Sullavan (Norfolk, 16 de mayo de 1909 - New Haven, 1 de enero de 1960) fue una actriz estadounidense.

## Biografía
Margaret Sullavan nació el 16 de mayo de 1909 en Norfolk, Virginia, hija de un rico corredor de bolsa, Cornelius Sullavan, y su esposa, Garland Councill. Tenía un hermano menor, Cornelius, y una media hermana, Louise Gregory. Los primeros años de su infancia los pasó aislada de otros niños. Sufría una dolorosa debilidad muscular en las piernas que le impedía caminar, por lo que no pudo socializar con otros niños hasta los seis años. Después de su recuperación, emergió como una niña aventurera y marimacho que prefería jugar con los niños del barrio más pobre, para desaprobación de sus padres por su conciencia de clase.
Asistió a un internado en el Instituto Episcopal de Chatham (ahora Chatham Hall), donde fue presidenta del grupo estudiantil y pronunció el discurso de saludo en 1927. Se mudó a Boston y vivió con su media hermana Weedie mientras estudiaba danza en el Boston Denishawn Studio y (en contra de los deseos de sus padres) drama en el Copley Theatre. Cuando sus padres redujeron su asignación al mínimo, Sullavan se pagó los estudios trabajando como dependienta en la Librería Cooperativa de Harvard (The Coop), ubicada en Harvard Square, Cambridge.
Sullavan tenía fama de ser temperamental y directa. En una ocasión, Henry Fonda había decidido hacer una colecta para los fuegos artificiales del 4 de julio. Después de que Sullavan se negara a hacer una contribución, Fonda se quejó en voz alta a un compañero actor. Entonces Sullavan se levantó de su asiento y roció a Fonda de pies a cabeza con una jarra de agua helada. Fonda hizo una salida majestuosa, y Sullavan, serena y despreocupada, regresó a su mesa y comió con entusiasmo. Otro de sus arranques temperamentales casi mató a Sam Wood, uno de los fundadores de Motion Picture Alliance. Wood era un entusiasta anticomunista y tuvo un ataque cardíaco poco después de una furiosa discusión con Sullavan, quien se había negado a despedir a un guionista en una película propuesta debido a sus opiniones de izquierda. Louis B. Mayer siempre parecía estar nervioso y andarse con cautela en presencia de Sullavan. «Ella fue la única actriz que superó a Mayer», diría posteriormente Eddie Mannix de MGM sobre Sullavan.

## Carrera

### Comienzos
Desde su juventud sintió inclinación por la interpretación y la danza. Debutó en los escenarios a la edad de 17 años con la compañía University Players. En ella se encontraban por entonces, entre otros, James Stewart, con quien mantendría una duradera amistad y con quien trabajó en algunas películas; y también Henry Fonda, con quien estuvo casada durante un breve período, siendo también compañeros en la película The Moon Is Our Home( Viviendo en la Luna), de 1936.
Sullavan logró formar parte en la producción de primavera de la Harvard Dramatic Society de 1929 Close Up, un musical escrito por el estudiante de Harvard Bernard Hanighen, quien luego fue compositor para Broadway y Hollywood.
El presidente de la Harvard Dramatic Society, Charles Leatherbee, junto con el presidente de Princeton Theatre Intime, Bretaigne Windust, quienes juntos habían formado University Players en Cape Cod el verano anterior, persuadieron a Sullavan para que se uniera a ellos en su segunda temporada de verano. Otro miembro fue Henry Fonda, quien tuvo el papel cómico en Close Up.
En el verano de 1929, Sullavan apareció junto a Fonda en The Devil in the Cheese, su debut en un escenario profesional. Regresó durante la mayor parte de la temporada 1930 de University Players. En 1931 actuó en una producción con University Players entre el cierre de la producción de Broadway de A Modern Virgin en julio y su gira en septiembre. Se reincorporó a los University Players durante la mayor parte de su temporada de invierno de 1930 a 31 semanas en Baltimore. 
Los padres de Sullavan no aprobaron su elección de carrera. Ella tuvo el papel principal en Strictly Dishonorable (1930) de Preston Sturges, a la que asistieron sus padres. Ante su evidente talento, sus objeciones cesaron. «Para mi profundo alivio [recordaría Sullavan más tarde]. Pensé que tendría que soportar sus quejas sobre el tema para siempre.»

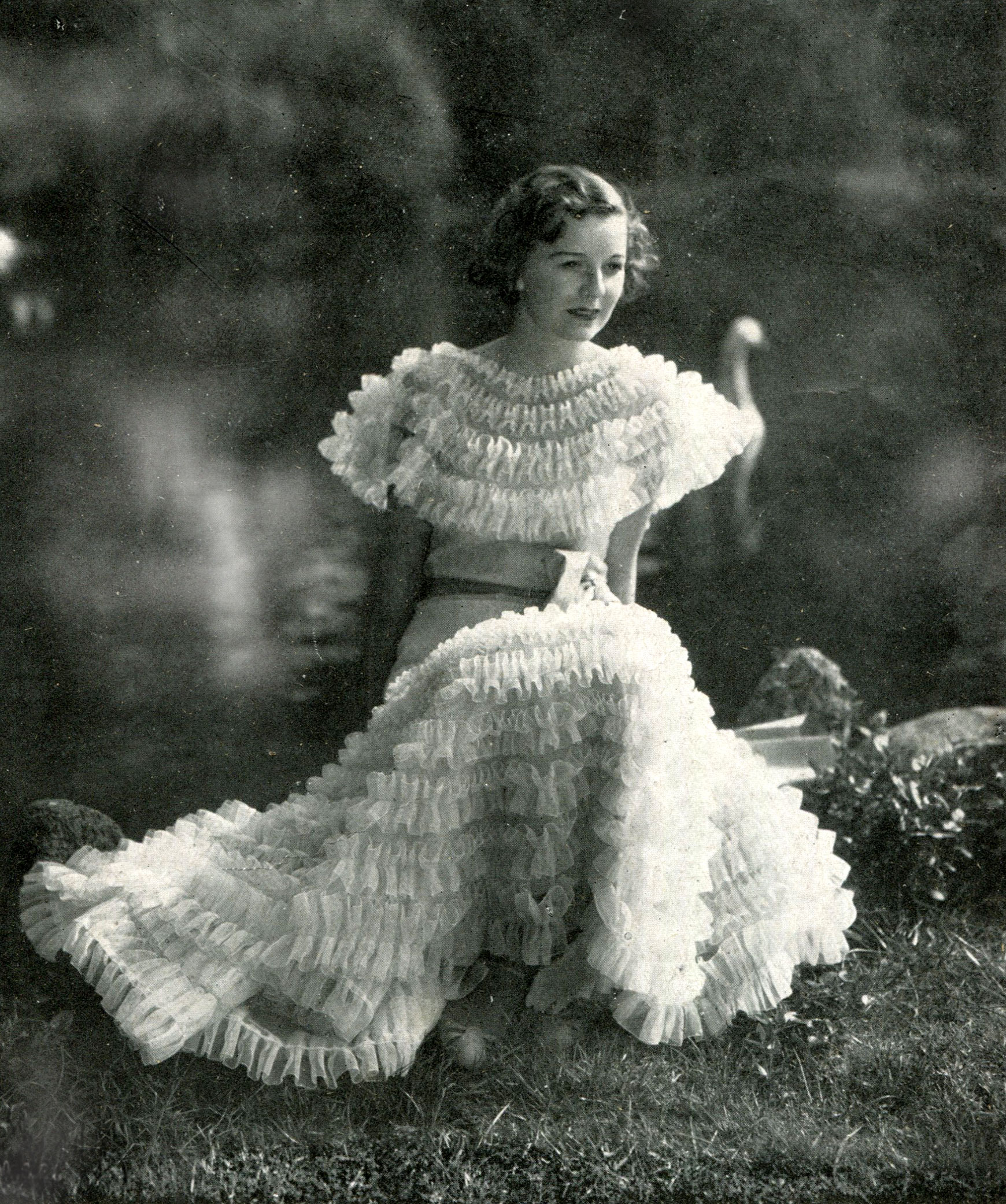
Margaret Sullavan en 1934.

Un cazador de talentos de Shubert también la vio en esa obra y finalmente conoció al propio Lee Shubert. En ese momento, Sullavan sufría un caso grave de laringitis y su voz era más ronca de lo habitual. A Shubert le encantó. En los años siguientes, Sullavan bromearía diciendo que había cultivado esa "laringitis" hasta convertirla en una ronquera permanente. 
Sullavan debutó en Broadway con la comedia de Elmer Harris A Modern Virgin el 20 de mayo de 1931.
En un momento en 1932 protagonizó cuatro fracasos de Broadway seguidos (If Love Were All, Happy Landing, Chrysalis (con Humphrey Bogart) y Bad Manners), pero los críticos elogiaron sus interpretaciones en todos ellos.  En marzo de 1933, Sullavan reemplazó a otro actor en Dinner at Eight en Nueva York. El director de cine John M. Stahl vio la obra y quedó impresionado por Sullavan. Decidió que sería perfecta para una película que estaba planeando, Parece que fue ayer (Only Yesterday).
En ese momento, Sullavan ya había rechazado las ofertas de contratos de cinco años de Paramount y Columbia. A Sullavan se le ofreció un contrato de tres años con dos películas al año a $ 1,200 por semana. Ella lo aceptó y tenía una cláusula en su contrato que le permitía regresar al escenario ocasionalmente.  Más avanzada su carrera, Sullavan solo firmaría contratos a corto plazo porque no quería ser "propiedad" de ningún estudio.

### Hollywood
Sullavan llegó a Hollywood el 16 de mayo de 1933 con 24 años recién cumplidos. Su debut cinematográfico se produjo ese mismo año en Only Yesterday. Ella eligió sus guiones con cuidado. Estaba insatisfecha con su actuación en Parece que fue ayer. Cuando se vio en los primeros momentos, quedó tan horrorizada que trató de comprar su contrato por $ 2,500, pero Universal se negó.
En su crítica del 10 de noviembre de 1933 en el The New York Herald Tribune, Richard Watts, Jr. escribió que Sullavan «interpreta a la heroína trágica y desamparada de esta astuta orgía sentimental con sincera simpatía, reticencia sabia y sentimiento honesto». Su siguiente papel fue en Little Man, What Now? (1934), sobre una pareja que lucha por sobrevivir en la empobrecida Alemania posterior a la Primera Guerra Mundial.
Originalmente, Universal era reacia a hacer una película sobre el desempleo, el hambre y la falta de vivienda, pero Little Man era un proyecto importante para Sullavan. Después de Parece que fue ayer, ella quería probar "lo real". Más tarde dijo que fue una de las pocas cosas que hizo en Hollywood que le dio una gran satisfacción. The Good Fairy (1935) fue una comedia que Sullavan eligió para ilustrar su versatilidad. Durante la producción, se casó con su director, William Wyler. 

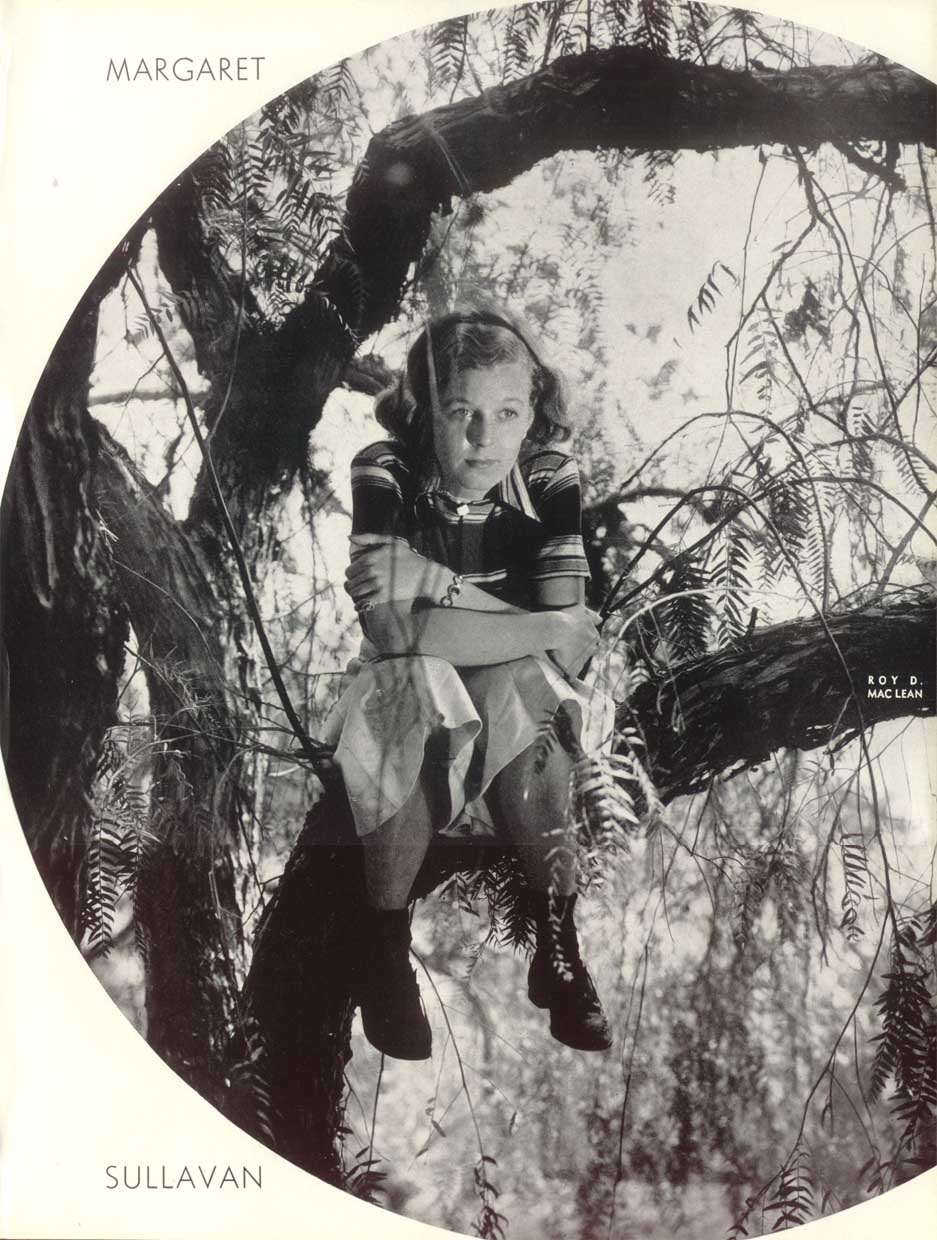
Margaret Sullavan Argentinean Magazine 1935

So Red the Rose (1935) de King Vidor trataba sobre personas en el sur de EE. UU. después de la Guerra Civil. Precedió un año a la publicación de la novela best seller de Margaret Mitchell, Gone With the Wind, y la adaptación cinematográfica de la novela en cuatro años; este último se convirtió en un éxito de taquilla. Sullavan interpretó a una bella sureña infantil que se convierte en una mujer responsable. La película también trataba la situación en que habían quedado los esclavos negros que fueron liberados.
En Next Time We Love (1936), Sullavan actuaba con el entonces desconocido James Stewart. Ella había estado haciendo campaña para que Stewart fuera su protagonista y el estudio obedeció por temor a que ella abandonara el proyecto.La película trataba sobre una pareja casada que se había separado a lo largo de los años. La trama fue poco convincente y simple, pero la interacción gentil entre Sullavan y Stewart evita que la película sea una experiencia cursi. Fue la primera de cuatro películas hechas por Sullavan y Stewart. 
En la comedia The Moon's Our Home (1936), Sullavan actuó junto a su exmarido Henry Fonda. El guion original era bastante soso, y Dorothy Parker y Alan Campbell fueron contratados para iniciar el diálogo, según los informes, ante la insistencia de Sullavan. Sullavan y Fonda interpretan a una pareja de recién casados, y la película es una cabalgata de insultos y bromas. Su séptima película, Three Comrades (1938), es un drama ambientado en la Alemania posterior a la Primera Guerra Mundial. Tres soldados alemanes que regresan se encuentran con Sullavan, quien se une a ellos y finalmente se casa con uno de ellos. Obtuvo una nominación al Oscar por su papel y fue nombrada la mejor actriz del año por el Círculo de Críticos de Cine de Nueva York.

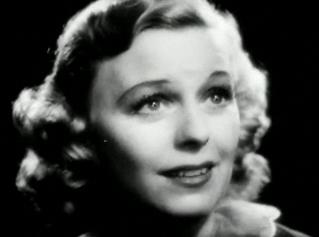
En The Shopworn Angel (1938).

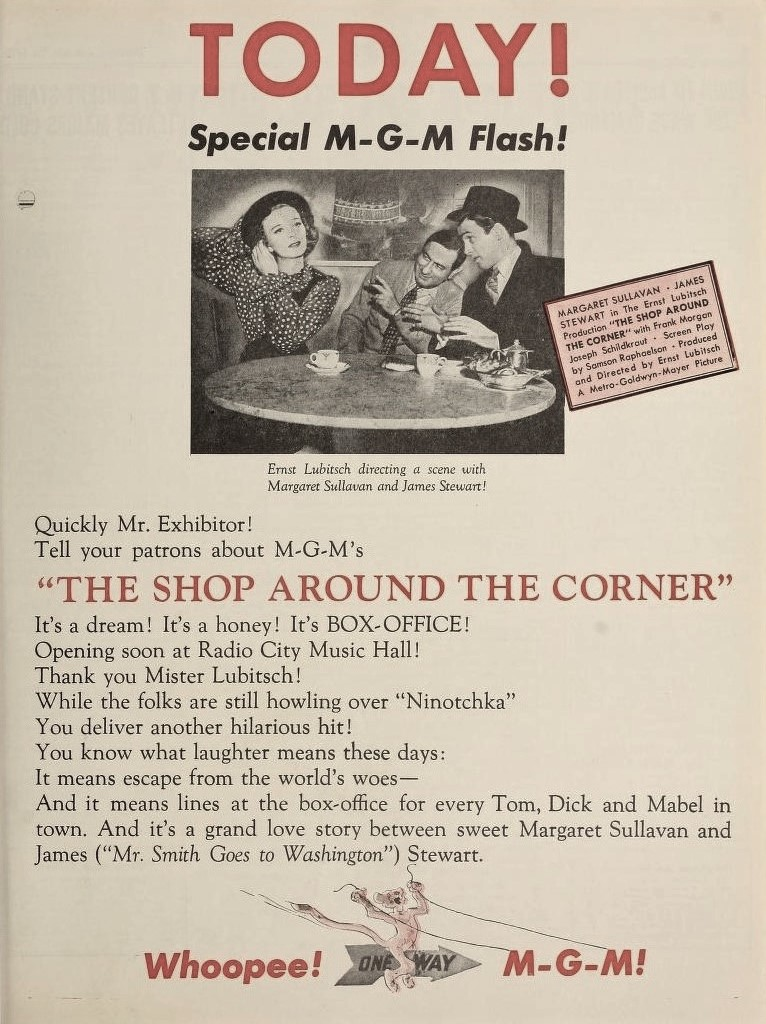
El bazar de las sorpresas, 1940

Sullavan se reunió con Stewart en The Shopworn Angel (1938). Stewart interpretó a un dulce e ingenuo soldado tejano en su camino a Europa (Primera Guerra Mundial) que se casa con Sullavan. Su novena película fue The Shining Hour (1938), donde interpretaba a la cuñada suicida de Joan Crawford. En The Shop Around the Corner (1940), Sullavan y Stewart volvieron a trabajar juntos, interpretando a colegas que no se llevan bien en el trabajo, pero que han respondido a un anuncio de corazones solitarios y están (sin saberlo) intercambiando cartas entre ellos.
The Mortal Storm (1940) fue la última película que Sullavan y Stewart interpretaron juntos. Sullavan interpretó a una joven alemana comprometida en 1933 con un nazi confirmado (Robert Young). Cuando se da cuenta de la verdadera naturaleza de sus puntos de vista políticos, rompe el compromiso y dirige su atención al Stewart antinazi. Más tarde, tratando de huir del régimen nazi, Sullavan y Stewart intentan esquiar a través de la frontera a un lugar seguro en Austria. Sullavan es asesinado a tiros por los nazis (por orden de su ex prometido). Stewart, a petición suya, recoge a la moribunda Sullavan y la lleva en esquíes a Austria, para que pueda morir en lo que todavía era un país libre. 
Back Street (1941) fue elogiada como una de las mejores actuaciones de la carrera de Sullavan en Hollywood. Sullavan estaba tan deseosa de compartir protagonismo con Charles Boyer que accedió a cobrar menos que él. Boyer interpreta a un banquero egoísta y casado y Sullavan es su amante sufrida. Aunque ama a Sullavan, no está dispuesto a dejar a su esposa y familia en favor de ella. So Ends Our Night (1941) fue otro drama de guerra. Sullavan (dejada en préstamo para un acuerdo de una sola película de Universal) interpreta a una niña judía en constante movimiento con pasaporte falsificado y documentos de identificación y siempre temiendo que los funcionarios la descubran. En su camino por Europa, se encuentra con un joven judío (Glenn Ford) y los dos se enamoran.
Una decisión judicial de 1940 obligó a Sullavan a cumplir su acuerdo original de 1933 con Universal, exigiéndole que hiciera dos películas más para ellos. Back Street (1941) vino primero. La comedia ligera Cita para el amor (1941), fue la última película de Sullavan con esa productora. En la película, Sullavan volvió a compartir protagonismo con Boyer. El personaje de Boyer se casa con Sullavan, quien le dice que sus asuntos pasados no significan nada para ella. Ella insiste en que cada uno debe tener un apartamento en el mismo edificio y que se reúnen solo una vez al día, a las siete de la mañana.
Cry Havoc (1943) es un drama de la Segunda Guerra Mundial y una rara película exclusivamente femenina. Sullavan interpretó a la fuerte figura materna que mantiene a una tripulación de enfermeras  en un refugio en Bataan, mientras esperan el avance de los soldados japoneses que están a punto de hacerse cargo. Fue la última película que Sullavan hizo con Metro-Goldwyn-Mayer. Después de su finalización, quedó libre de todos los compromisos cinematográficos. A menudo se había referido a MGM y Universal como "cárceles". Cuando su esposo Leland Hayward intentó leerle las buenas críticas de Cry Havoc, ella respondió con su brusquedad habitual: «Por mí como si las utilizas de papel higiénico. Bastante mal lo pasé con esa dichosa película mientras la hacía. ¡No quiero leer sobre eso ahora!»

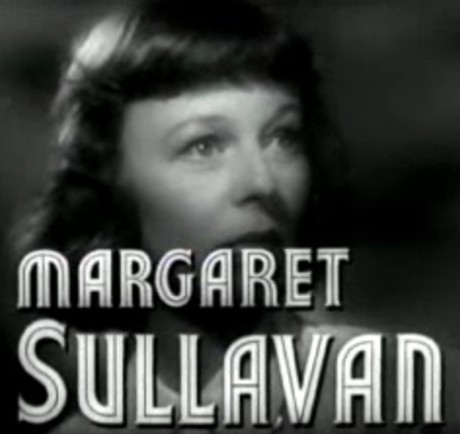
Margaret Sullavan en Cry Havoc, 1943.

Sullavan se tomó un descanso de las películas entre 1943 y 1950. A lo largo de su carrera, Sullavan siempre parecía preferir el escenario al cine. Sintió que solo en el escenario podría mejorar sus habilidades como actriz. «Cuando realmente aprendo a actuar, puedo llevar lo que aprendí a Hollywood y mostrarlo en la pantalla», dijo en una entrevista en octubre de 1936 cuando estaba haciendo Stage Door en Broadway durante una pausa entre rodajes. «Pero mientras el teatro de carne y hueso me tenga, es al teatro de carne y sangre al que perteneceré. Realmente estoy en el escenario. Y si eso es traición, Hollywood tendrá que hacer la mayor parte.»
Otra razón de su retiro anticipado de la pantalla (1943) fue que quería pasar más tiempo con sus hijos, Brooke, Bridget y Bill (entonces de 6, 4 y 2 años). Ella sintió que los había estado descuidando y se sintió culpable por ello . Sullavan todavía haría trabajo escénico en ocasiones. De 1943 a 1944 interpretó a Sally Middleton en The Voice of the Turtle (de John Van Druten) en Broadway y más tarde en Londres (1947). Después de su breve regreso a la pantalla en 1950 con No Sad Songs for Me, no volvería a los escenarios hasta 1952.
Su elección fue entonces como la suicida Hester Collyer, quien conoce a un compañero que sufre, el Sr. Miller (interpretado por Herbert Berghof), en The Deep Blue Sea de Terence Rattigan. En 1953 aceptó aparecer en Sabrina Fair, de Samuel Taylor.

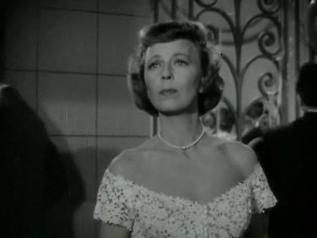
No Sad Songs For Me, 1950

Regresó a la pantalla en 1950 para hacer una última película, No Sad Songs for Me. Interpretaba a una ama de casa y una madre suburbana que se entera de que morirá de cáncer dentro de un año y que luego decide encontrar una "segunda" esposa para su marido que pronto será viudo (Wendell Corey). Natalie Wood, que entonces tenía once años, interpreta a su hija.
Después de No Sad Songs for Me y sus críticas favorables, Sullavan tuvo varias ofertas para otras películas, pero decidió concentrarse en el escenario por el resto de su carrera.
En 1955-56, Sullavan apareció en Janus, una comedia de la dramaturga Carolyn Green. Sullavan hizo el papel de Jessica, que escribe bajo el seudónimo de Janus, y Robert Preston interpretó a su esposo. La obra tuvo una duración de 251 actuaciones desde noviembre de 1955 hasta junio de 1956.
A fines de la década de 1950, la audición y la depresión de Sullavan empeoraban. Sin embargo, en 1959 aceptó hacer Sweet Love Remembered de la dramaturga Ruth Goetz. Sería la primera aparición de Sullavan en Broadway en cuatro años. Los ensayos comenzaron el 1 de diciembre de 1959. Ella tenía emociones encontradas sobre el regreso a la actuación y su depresión pronto se hizo evidente para todos: "Odio la actuación", dijo el mismo día que comenzó los ensayos. "Odio lo que le hace a mi vida. Te anula. No puedes vivir mientras trabajas. Eres una persona rodeada por un muro indestructible". 
El 18 de diciembre de 1955, Sullavan apareció como el invitado misterioso en el programa de televisión What's My Line?.

## Vida personal

### Matrimonios
Se casó cuatro veces, tuvo por maridos a Henry Fonda, William Wyler, Lelan Hayward y Kenneth Wagg.
Se casó con el actor Henry Fonda el 25 de diciembre de 1931, mientras ambos actuaban con los University Players en su temporada de invierno de 18 semanas en Baltimore en el Congress Hotel Ballroom en West Franklin Street, cerca de North Howard St. Sullavan y Fonda se separaron después de dos meses y se divorciaron en 1933.
Después de separarse de Fonda, Sullavan comenzó una relación con el productor de Broadway Jed Harris. Más tarde comenzó una relación con William Wyler, el director de su próxima película, The Good Fairy (1935). Se casaron en noviembre de 1934 y se divorciaron en marzo de 1936.
El tercer matrimonio de Sullavan fue con el agente y productor Leland Hayward. Hayward había sido el agente de Sullavan desde 1931. Se casaron el 15 de noviembre de 1936. En el momento del matrimonio, Sullavan estaba embarazada del primer hijo de la pareja. Su hija, Brooke, nació en 1937 y luego se convirtió en actriz. La pareja tuvo dos hijos más, Bridget (1939 - 17 de octubre de 1960)  y William III "Bill" (1941–2008), que se convirtió en productor y abogado de cine. En 1947, Sullavan solicitó el divorcio después de descubrir que Hayward estaba teniendo una aventura con  Slim Keith.  Su divorcio se convirtió en definitivo el 20 de abril de 1948.
En 1950, Sullavan se casó por cuarta y última vez con el banquero inglés Kenneth Wagg. Permanecieron casados hasta su muerte en 1960. 

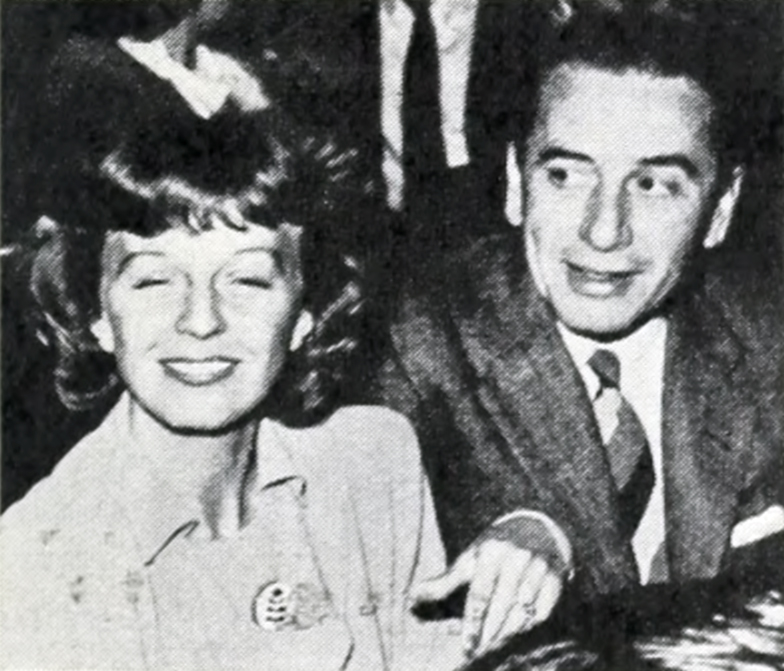
Sullavan-Hayward-1942

Los hijos de Sullavan, en particular Bridget y Bill, a menudo demostraron ser rebeldes y contrarios. Como resultado del divorcio de Hayward, la familia se vino abajo. Sullavan sintió que Hayward estaba tratando de alejar a sus hijos de ella. Cuando los niños fueron a California a visitar a su padre, estaban tan mimados con regalos caros que, cuando regresaron con su madre en Connecticut, estaban profundamente descontentos con lo que vieron como un estilo de vida formal.

### Problemas de Salud
Para 1955, cuando los dos hijos menores de Sullavan le dijeron a su madre que preferían quedarse con su padre de forma permanente, ella sufrió una crisis nerviosa. La hija mayor de Sullavan, Brooke, más tarde escribió sobre el colapso en su autobiografía de 1977 Haywire: Sullavan se había humillado rogándole a su hijo que se quedara con ella. Se mantuvo firme y su madre había comenzado a llorar. "Esta vez no pudo parar. Incluso desde mi habitación el sonido era tan doloroso que fui al baño y me puse las manos en los oídos". En otra escena del libro, un amigo de la familia (Millicent Osborne) se había alarmado por el sonido de los gemidos de la habitación: "Entró y encontró a la madre debajo de la cama, acurrucada en posición fetal. Finalmente, Sullavan acordó pasar un tiempo (dos meses y medio) en una institución mental privada. Sus dos hijos menores, Bridget y Bill, también pasaron tiempo en varias instituciones. Bridget murió de una sobredosis de drogas en octubre de 1960, mientras que Bill murió de una herida de bala autoinfligida en marzo de 2008. 

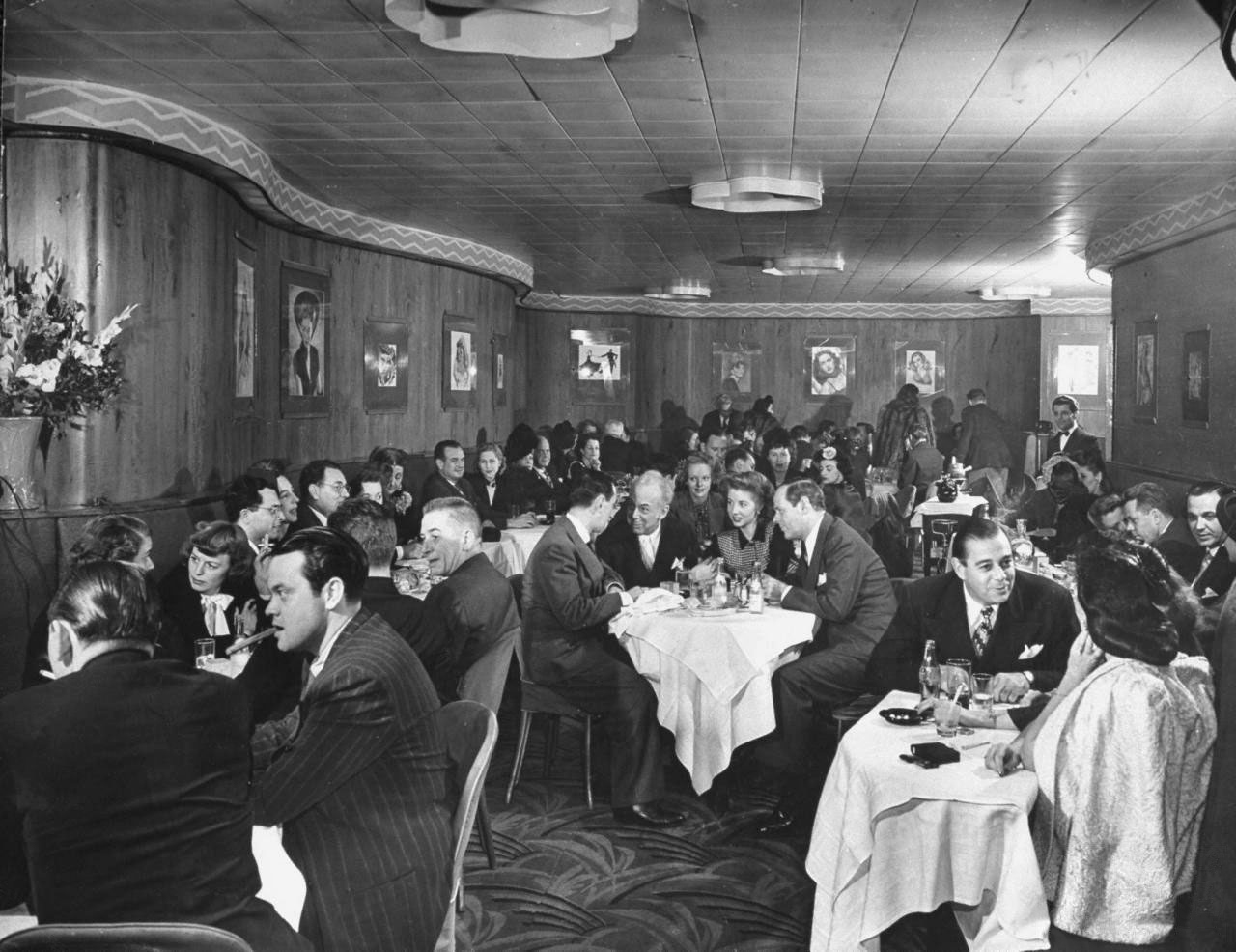
En primer plano Orson Welles en el Stork Club Cub Room, noviembre de 1944.

Sullavan sufría de un defecto congénito de audición, la  otosclerosis, que fue empeorando a medida que envejecía, lo que la hacía cada vez más discapacitada. Su voz había desarrollado un tono ronco porque podía escuchar los tonos bajos mejor que los altos. Desde principios de 1957, la audición de Sullavan disminuyó tanto que se deprimió y se quedó sin dormir y a menudo deambulaba toda la noche. A menudo se iba a la cama y se quedaba allí durante días, sus únicas palabras: "Solo déjame estar, por favor". Sullavan había mantenido su problema auditivo en gran parte oculto. El 8 de enero de 1960 (una semana después de la muerte de Sullavan), la reportera del New York Post Nancy Seely escribió: "El aplauso atronador de una audiencia encantada: ¿fue solo un murmullo sombrío a lo largo de los años para Margaret Sullavan para enmascarar un miedo enfermizo, noche tras noche, a que se descubriera?

### Fallecimiento
El 1 de enero de 1960, alrededor de las 17:30, Sullavan fue encontrada en la cama, apenas viva e inconsciente, en una habitación del hotel Taft (actualmente Apartamentos Taft) en New Haven (Connecticut). Su copia del guion de Sweet Love Remembered, en la que protagonizaba durante su prueba en New Haven, se encontraba abierta a su lado. Sullavan fue trasladada de urgencia al Hospital Grace New Haven, pero poco después de las 18.00. fue declarada muerta a su llegada. Tenía 50 años. No se encontró ninguna nota que indicara suicidio, y no se llegó a una conclusión sobre si su muerte fue el resultado de una sobredosis deliberada o accidental de barbitúricos. El forense del condado determinó oficialmente que la muerte de Sullavan era una sobredosis accidental. Después de un servicio conmemorativo privado en Greenwich, Connecticut, Sullavan fue enterrada en el cementerio episcopal de Saint Mary's Whitechapel en Lancaster, Virginia.
La hija mayor de Sullavan, la actriz Brooke Hayward, escribió Haywire, unas memorias que fueron superventas sobre su familia; se llevaron a la televisión con la miniserie Haywire, transmitida por la CBS y protagonizada por Lee Remick como Margaret Sullavan y Jason Robards como Leland Hayward, titulada en España Tensión familiar y emitida en 1984 por la segunda cadena de TVE.

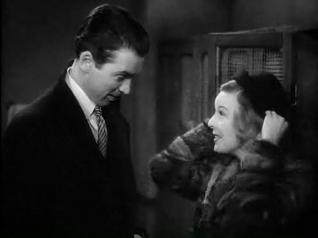
Con James Stewart en El Bazar de las Sorpresas, 1940

Por su contribución a la industria cinematográfica, Margaret Sullavan dispone de una estrella en el Paseo de la Fama de Hollywood ubicado en 1751 Vine Street y fue incluida, de forma póstuma, en el American Theater Hall of Fame, en 1981.

## Filmografía Completa
- Parece que fue ayer (Only Yesterday), 1933, de John M. Stahl
- Y, ahora, ¿Qué? (Little Man, What Now?), 1934, de Frank Borzage
- Una chica angelical (The Good Fairy), 1935, de William Wyler
- Paz en la guerra (So Red The Rose), 1935, de King Vidor
- Cuando volvamos a amarnos (Next Time We Love), 1936, de Edward H. Griffith
- Viviendo en la Luna (The Moon´s Our Home), 1936, de William A. Seiter
- Tres camaradas (Three Comrades), 1938, de Frank Borzage. Sullavan fue nominada al Oscar por su papel como Pat Hollmann por esta película
- El Ángel Negro (The Shopworn Angel) 1938 de H. C. Potter
- La hora radiante (The Shining Hour), 1938, de Frank Borzage
- Tormenta mortal (The Mortal Storm), 1940, de Frank Borzage
- El bazar de las sorpresas (The Shop Around the Corner), 1940, de Ernst Lubitsch
- Cita de amor (Appointment For Love), 1941, de William A. Seiter
- Así acaba nuestra noche (So Ends Our Night), 1941, de John Cromwell
- Su vida íntima (Back Street), 1941, de Robert Stevenson
- Cry Havoc, 1943, de Richard Thorpe
- Amarga sombra (No Sad Songs For Me), 1950, de Rudolph Maté

## Premios y distinciones
Premios Óscar
| Año  | Categoría    | Película       | Resultado |
| ---- | ------------ | -------------- | --------- |
| 1939 | Mejor actriz | Tres camaradas | Nominada  |